# 神志勇進
神志勇進，是日本現役純種競賽馬匹。目前主要勝利有2024年一哩冠軍賽、2025年杜拜草地大賽、2022及2024年讀賣盃及2023年京成盃秋季讓賽。

## 出賽前
2018年3月28日出生於北海道日高町下河邊牧場，所有權歸於母系馬主石川達繪旗下。
其後交由栗東訓練中心練馬師池江泰壽訓練。

## 競賽生涯

### 2歲
2020年12月13日出戰中京競馬場2歲新馬戰，比賽初段維持於中團位置下在直路瞬間加速，最終成功突圍下以2馬位優勢贏得首勝。

### 3歲
2021年主要出戰班賽，但於上半年表現不佳，於羅漢柏賞、新綠賞及3歲一捷馬戰分別以第六、第四及第六完賽。
稍為休養後，其餘秋季繼續出戰班賽，但於兩場3歲以上一捷馬戰中均未能勝出。
12月4日，陣營安排其縮程，出戰一場1600米的3歲以上一捷馬戰，一直保持於中團第六的情況下在直路爆發速度，最終取得勝利。
3星期後出戰聖誕盃，再度採用同樣戰術下於直路展現不俗的加速，壓制對手下以1/2馬位取得連勝。

### 4歲
2022年首戰為三捷馬戰春興錦標，比賽初段進佔第五左右的位置下於通過彎道時逐步發力，在最後彎道時經已進佔先頭位置。進入直路後，其繼續維持此前的走勢加速，最終成功超越領放馬倩娘必勝並拉開對手2馬位取得勝利。
4月24日出戰二級賽讀賣盃，為其首次挑戰分級賽。比賽開始後，其稍為放緩速度於最後方位置推進，並於通過彎道時未有上前的動作，僅稍為抽出外檔望空。進入直路後，其瞬間於外檔位置啟動進行加速，轟出後600米34.1秒的速度下超越前置馬好森林，最終以四連勝的姿態取得首個分級賽冠軍。
6月按照計劃出戰安田紀念，然而本次比賽維持於後方位置下在直路無法順利突圍，最終以第十三大敗。
稍為放草後於秋季復出出戰富士錦標，維持於中團靠後的位置下在直路順利上前並一度取得優勢，可惜於最後關頭被有3公斤讓磅優勢的秀逸小島超越取得第二。
其後出戰一哩冠軍賽，比賽初段繼續選擇停留於中團的位置等待時機，但於通過彎道前開始稍為發力加速上前。進入直路後，其嘗試於中檔位置突圍，但未能壓制純淨之輝下再度被衝出的秀逸小島及野田小子超越，最終以第四完賽。

### 5歲
2023年其以讀賣盃作為首戰並挑戰連霸，順利起步之下一直維持於有利位置，然而於直路上未能以速度壓制衝刺的速度大師及地神力，最終落後兩名對手取得第三。
其後再度挑戰安田紀念，因慢閘影響只能於後方位置追走，最終和上年度一樣未能尋找到加速點而以第九落敗。
進入秋季後，其以京成盃秋季讓賽作為目標，於順利出閘下維持於約莫第三、四的有利位置，於通過彎道時候亦開始逐步透出。進入直路後，其成功衝出並克服59公斤的頂磅，於終點線前超越極級必勝取得冠軍。
11月19日出戰一哩冠軍賽，比賽初段面對前方做出的較快步速選擇在中團位置等待時機，並於彎道開始有所行動。進入直路後，其於馬群中央成功突圍並一度取得領先，然而在最後一步被外檔位置瞬間速出的匯兩川超越，以頸位差距落敗取得第二。
12月其選擇遠征香港，以香港一哩錦標作為目標。比賽開始後，其選擇於幾乎最後方的位置展開推進，進入直路後雖然跑出不俗的速度，但仍然未能超越前方透出的金鎗六十及遨遊氣泡，同時亦被匯兩川壓制，最終以第四落敗。

### 6歲
2024年首戰繼續定為讀賣盃，本次比賽再度採取居中戰術保持於第八的位置，通過彎道時候開始發力加速。進入直路後，其仍然未見疲倦，最終成功爆發出優秀的末腳速度下以1 3/4馬位優勢取得冠軍。
6月2日出戰安田紀念，比賽初段選擇於第十左右的位置推進，於直路上雖然以不俗的姿態加速，但最終未能趕過透出的浪漫勇士下再被匯兩川超越，以第三的戰績完賽。
入秋後，其以富士錦標作為目標，繼續採取居中戰術於約莫第七、八的位置推進，雖然於直路上一度出頭，但隨即被勢頭更凌厲的花海爭榮超越，最終第二落敗。
11月17日按照計劃出戰一哩冠軍賽，賽前取得第四人氣。比賽開始後，其於中團後方位置展開推進，一直維持於有遮擋的有利位置。通過最後彎道時，其並未急於抽出外檔取位，意思於彎道末段才逐步突破望空。進入直路後，其於中檔位置展開加速並不斷衝刺，最後200米時候進入全速狀態並迅速拋離後方對手，最終以2 1/2馬位優勢戰勝後上來襲的傲蹄巴魯取得首個一級賽冠軍。而於賽後，騎師團野大成因為提早站立慶祝而被賽會罰款5萬日圓，但神志勇進的生產牧場下河邊牧場宣佈將會代為支付。

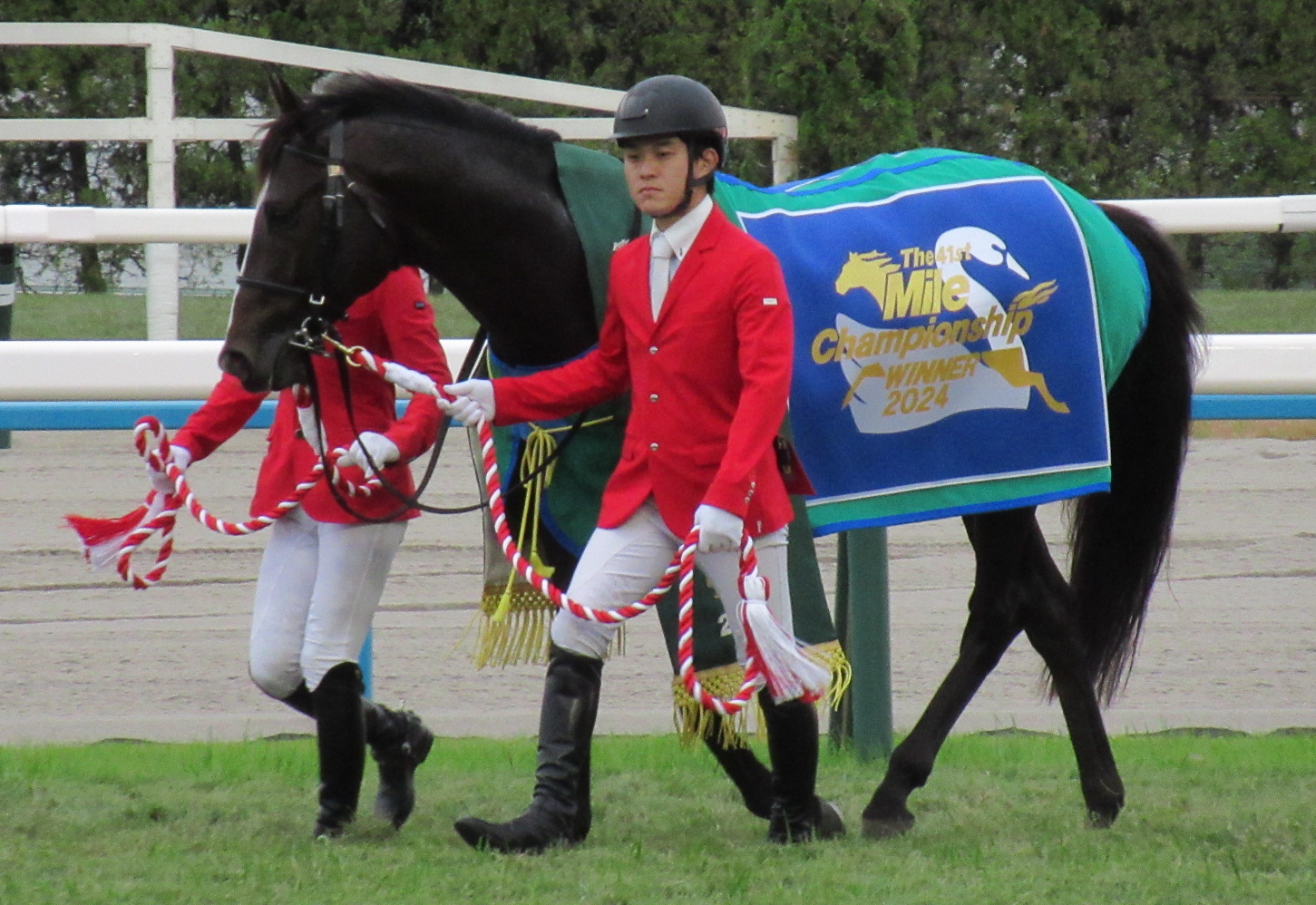
一哩冠軍賽頒獎儀式

其後再度遠征香港以香港一哩錦標為目標，比賽初段選擇於進佔內欄並逐步放慢，維持於後方位置等待時機，於通過彎道抽出大外檔位置望空。進入直路後，其繼續以不俗的走勢展開衝刺，最終爆發出優秀的速度下僅敗於前方透出的遨遊氣泡取得亞軍。
年末，由於其勝出一哩冠軍賽並於安田紀念及香港一哩錦標均跑入位置，因而以182票當選最佳一哩馬。

### 7歲
2025年選擇以中山紀念作為首戰，比賽初段以穩步的姿態貼欄並進佔中團的位置，途中亦以一貫的節奏推進。進入直路後，其仍然處於被包圍的位置，逐步發力嘗試透出下在最後彎道突圍，繼續加速之下僅敗於幸運銀幣及潛心鍛煉取得第三。
其後遠征阿聯酋出戰杜拜草地大賽，比賽初段選擇於中團馬群之中推進，一直維持平均的步速。進入直路後，其嘗試在中檔位置逐步加速透出，雖然被外檔的寬道路稍為阻擋，但仍然可以順勢衝出，最終在最後一步壓贏領先的浪漫勇士，以鼻位優勢取得第二個一級賽冠軍。
返回日本後直接以安田紀念作為目標，本次比賽初段守在外疊附近的中團位置，在進入彎道前開始稍為推進，並於彎道處逐步上前取位。進入直路後，其經已處於中前方的中檔位置準備加速，但於途中和內側的寬道路稍有擦撞，因而未能追上前方透出的遠觀天象及被衝出的地神力超越，再度取得季軍的戰績。

### 詳細賽績
| 日期       | 舉辦國家/地區 | 馬場 | 距離   | 級別 | 賽事名稱       | 負重 | 騎師       | 馬號 | 出馬 | 名次 | 時間    | 頭馬（二馬）      |
| ---------- | ------------- | ---- | ------ | ---- | -------------- | ---- | ---------- | ---- | ---- | ---- | ------- | ----------------- |
| 13/12/2020 | 日本          | 中京 | 草2000 |      | 2歲新馬        | 55   | 荻野極     | 11   | 11   | 1    | 2:03.1  | （Leighton Hill） |
| 14/2/2021  | 日本          | 小倉 | 草2000 |      | 羅漢柏賞       | 56   | 荻野極     | 8    | 12   | 6    | 2:01.3  | 世界振興          |
| 24/4/2021  | 日本          | 東京 | 草2300 |      | 新綠賞         | 56   | 田邊裕信   | 6    | 6    | 4    | 2:19.1  | Albilla           |
| 16/5/2021  | 日本          | 中京 | 泥1800 |      | 3歲以上一捷馬  | 56   | 荻野極     | 5    | 15   | 6    | 1:54.5  | Sweep the Board   |
| 11/9/2021  | 日本          | 中京 | 草2000 |      | 3歲以上一捷馬  | 54   | 岩田望來   | 7    | 12   | 4    | 1:59.8  | 金積驥            |
| 3/10/2021  | 日本          | 中京 | 草2200 |      | 3歲以上一捷馬  | 54   | 藤井勘一郎 | 9    | 16   | 7    | 2:13.2  | 帝王級            |
| 4/12/2021  | 日本          | 中京 | 草1600 |      | 3歲以上一捷馬  | 56   | 濱中俊     | 16   | 16   | 1    | 1:33.6  | （效應印象）      |
| 25/12/2021 | 日本          | 中山 | 草1600 |      | 聖誕盃         | 56   | 濱中俊     | 8    | 16   | 1    | 1:34.1  | （倩娘必勝）      |
| 27/3/2022  | 日本          | 中山 | 草1600 |      | 春興錦標       | 56   | 濱中俊     | 8    | 16   | 1    | 1:34.1  | （倩娘必勝）      |
| 24/4/2022  | 日本          | 阪神 | 草1600 | GII  | 讀賣盃         | 56   | 濱中俊     | 13   | 15   | 1    | 1:33.3  | （好森林）        |
| 5/6/2022   | 日本          | 東京 | 草1600 | GI   | 安田紀念       | 58   | 濱中俊     | 14   | 18   | 13   | 1:32.9  | 前人足跡          |
| 22/10/2022 | 日本          | 東京 | 草1600 | GII  | 富士錦標       | 57   | 松山弘平   | 13   | 15   | 2    | 1:32.1  | 秀逸小島          |
| 20/11/2022 | 日本          | 阪神 | 草1600 | GI   | 一哩冠軍賽     | 57   | 松山弘平   | 11   | 17   | 4    | 1:32.8  | 秀逸小島          |
| 23/4/2023  | 日本          | 京都 | 草1600 | GII  | 讀賣盃         | 58   | 松山弘平   | 15   | 15   | 3    | 1:31.6  | 速度大師          |
| 4/6/2023   | 日本          | 東京 | 草1600 | GI   | 安田紀念       | 58   | 松山弘平   | 10   | 18   | 9    | 1.32.2  | 前人足跡          |
| 10/9/2023  | 日本          | 中山 | 草1600 | GIII | 京成盃秋季讓賽 | 59   | 松山弘平   | 2    | 11   | 1    | 1:31.6  | （極級必勝）      |
| 19/11/2023 | 日本          | 京都 | 草1600 | GI   | 一哩冠軍賽     | 58   | 莫雷拉     | 1    | 16   | 2    | 1:32.5  | 匯兩川            |
| 10/12/2023 | 香港          | 沙田 | 草1600 | GI   | 香港一哩錦標   | 57   | 莫雷拉     | 5    | 14   | 4    | 1:34.58 | 金鎗六十          |
| 21/4/2024  | 日本          | 京都 | 草1600 | GII  | 讀賣盃         | 57   | 團野大成   | 14   | 17   | 1    | 1:32.5  | （秀逸小島）      |
| 2/6/2024   | 日本          | 東京 | 草1600 | GI   | 安田紀念       | 58   | 莫雷拉     | 10   | 18   | 3    | 1:32.4  | 浪漫勇士          |
| 19/10/2024 | 日本          | 東京 | 草1600 | GII  | 富士錦標       | 58   | 團野大成   | 11   | 17   | 2    | 1:32.2  | 花海爭榮          |
| 17/11/2024 | 日本          | 京都 | 草1600 | GI   | 一哩冠軍賽     | 58   | 團野大成   | 13   | 17   | 1    | 1:32.0  | （傲蹄巴魯）      |
| 8/12/2024  | 香港          | 沙田 | 草1600 | GI   | 香港一哩錦標   | 57   | 莫雷拉     | 1    | 14   | 2    | 1:33.53 | 遨遊氣泡          |
| 2/3/2025   | 日本          | 中山 | 草1800 | GII  | 中山紀念       | 59   | 團野大成   | 8    | 16   | 3    | 1:45.0  | 幸運銀幣          |
| 5/4/2025   | 阿聯酋        | 美丹 | 草1800 | GI   | 杜拜草地大賽   | 57   | 杜滿樂     | 9    | 11   | 1    | 1:45.84 | （浪漫勇士）      |
| 8/6/2025   | 日本          | 東京 | 草1600 | GI   | 安田紀念       | 58   | 濱中俊     | 13   | 18   | 3    | 1:33.0  | 遠觀天象          |

## 血統簡介
父系統治地位爲日本賽駒，生涯戰績優秀，曾遠征香港出戰女皇盃取得大捷。祖父夏威夷王爲日本賽駒，生涯戰績極爲優秀，僅得一戰未能獲勝，曾勝出一級賽NHK一哩賽及東京優駿，爲日本史上首匹贏得變則二冠的賽駒。
母系Eternal Bouquet為日本賽駒，生涯六戰全敗。外祖父曼城茶座爲日本賽駒，生涯於長距離賽事有良好表現，包括勝出菊花賞、有馬紀念及春季天皇賞等長距離賽事。

### 血統表
| 父線：金滿寶系（淘金者系）                |                         |                 |                |
| 種馬 統治地位 2007年（棗色）              | 夏威夷王 2001年（棗色） | 金滿寶          | 淘金者         |
| 種馬 統治地位 2007年（棗色）              | 夏威夷王 2001年（棗色） | 金滿寶          | Miesque        |
| 種馬 統治地位 2007年（棗色）              | 夏威夷王 2001年（棗色） | Manfath         | 最後大官       |
| 種馬 統治地位 2007年（棗色）              | 夏威夷王 2001年（棗色） | Manfath         | Pilot Bird     |
| 種馬 統治地位 2007年（棗色）              | 氣槽 1993年（棗色）     | 東來兵          | Kampala        |
| 種馬 統治地位 2007年（棗色）              | 氣槽 1993年（棗色）     | 東來兵          | Severn Bridge  |
| 種馬 統治地位 2007年（棗色）              | 氣槽 1993年（棗色）     | Dyna Carle      | 北方風味       |
| 種馬 統治地位 2007年（棗色）              | 氣槽 1993年（棗色）     | Dyna Carle      | Shadai Feather |
| 繁殖雌馬 Eternal Bouquet 2013年（深棗色） | 曼城茶座 1998年（棕色） | 週日寧靜        | Halo           |
| 繁殖雌馬 Eternal Bouquet 2013年（深棗色） | 曼城茶座 1998年（棕色） | 週日寧靜        | Wishing Well   |
| 繁殖雌馬 Eternal Bouquet 2013年（深棗色） | 曼城茶座 1998年（棕色） | Subtle Change   | Law Society    |
| 繁殖雌馬 Eternal Bouquet 2013年（深棗色） | 曼城茶座 1998年（棕色） | Subtle Change   | Santa Luciana  |
| 繁殖雌馬 Eternal Bouquet 2013年（深棗色） | Cat Ali 1999年（棗色）  | 雷貓            | 雷鳥           |
| 繁殖雌馬 Eternal Bouquet 2013年（深棗色） | Cat Ali 1999年（棗色）  | 雷貓            | Terlingua      |
| 繁殖雌馬 Eternal Bouquet 2013年（深棗色） | Cat Ali 1999年（棗色）  | Careless Kitten | Caro           |
| 繁殖雌馬 Eternal Bouquet 2013年（深棗色） | Cat Ali 1999年（棗色）  | Careless Kitten | T.C. Kitten    |
| 雌系：Balle Rose系（號族：8-c）           |                         |                 |                |
| 五代內近親交配：北地舞人 5×5              |                         |                 |                |

## 命名由來
名字Soul Rush（ソウルラッシュ）意思就是「靈魂的突進」，香港取其背後意思，翻譯為「神志勇進」。

## 外部連結
- 神志勇進 netkeiba.com
- 血統表